# Крашенинников, Валерий Аркадьевич
Валерий Аркадьевич Крашенинников (27 февраля 1927, Касимов, Рязанская губерния — 15 января 2008, Россия) — советский и российский учёный-геолог, микропалеонтолог и стратиграф, доктор геолого-минералогических наук, Заслуженный деятель науки Российской Федерации (2002). Специалист по ископаемым фораминиферам, стратиграфии мелового периода, палеогена и неогена морей и океанов.

## Биография
Родился 27 февраля 1927 года в городе Касимове, в семье врачей. Учился в школе № 2 имени В. Г. Короленко в городе Ногинске.
Начал учиться в Московском геологоразведочном институте, затем перешёл на Геологический факультет МГУ, который окончил в 1954 году, кафедра палеонтологии.
Начал работать в экспедициях Всесоюзного научно-исследовательского института природных газов (ВНИИГаз) на Украине и Северном Кавказе, где изучал ископаемый микропланктон (фораминиферы и радиолярии).
В 1956 году защитил кандидатскую диссертацию по теме: «Эльфидииды миоценовых отложений Подолии»
В 1956 году перешёл в лабораторию микропалеонтологии Геологического института АН СССР, научный руководитель Д. М. Раузер-Черноусова. Изучал зональную стратиграфию позднего мела и кайнозоя, основанной на биостратиграфии фораминифер.
В 1958—1961 годах в Советско-Сирийской геолого-съемочной экспедиции, изучая разрезы палеогена Восточного Средиземноморья и сопоставляя их с Крымско-Кавказской стратиграфической шкалой СССР.
С 1969 года начал работать Проекту глубоководного бурения на буровом судне «Гломар Челленджер»: рейсы 6, 20 (Тихий океан), 27 (Индийский океан), 41, 47 и 71 (Атлантический океан).
В 1974 году по этим и другим материалам глубоководного бурения защитил докторскую диссертацию, по теме[уточнить].
В 1980-е годы во время работы по программе «Глобальные изменения и корреляция событий: хроностратиграфия и палеогеография позднего неогена и антропогена» К. В. Никифорова и В. А. Крашенинников создали Группу микропалеонтологии, специализирующейся на изучении плиоцен-четвертичной микрофауны и микрофлоры: М. Е. Былинская (планктонные фораминиферы), Л. А. Головина (наннопланктон), С. С. Габлина (диатомовые) и А. Н. Симакова (споры и пыльца).
В 1981 году был Кандидатом в члены-корреспонденты АН СССР.
В 1985 году возглавил советскую группу по проекту № 174 МПГК «Геологические события терминального эоцена» в Казахстане (Приаралье, Зайсанская впадина), Армении и Таджикистане.
В середине 1980-х годов изучал разрезы Еревано-Ордубадского прогиба и материалы опорного бурения в Приаралье, для корреляции подразделений планктонных и бентосных фораминиферовых шкал юга России.
В 1990-х годах продолжил работы в Сирии, изучал разрезы Кипра, обобщил данные для всего региона Леванта.
Изучал стратиграфию и палеогеографию позднего кайнозоя Северной Атлантики и Крымско-Кавказской области.
Возглавлял лабораторию микропалеонтологии (1970—1989), Сектор стратиграфии (1979), был заместителем директора ГИН РАН (с 1974).
Создал научную школу по стратиграфии, палеогеографии и палеоклимату кайнозоя разных широт. Руководил диссертациями по корреляции зональных шкал разных групп микропланктона (нанно-планктона, диатомей, радиолярий).
Скончался 15 января 2008 года[где?].

## Семья
- Отец — Крашенинников, Аркадий Иванович (1897—1966) — врач-санинспектор, был репрессирован[10]
- Мать — Галина Николаевна, врач.

## Награды, звания и премии
- 1973 — Премия имени А. П. Карпинского АН СССР (2000 рублей), за цикл работ по глобальной корреляции кайнозоя.
- 1976 — Орден Трудового Красного Знамени
- 1982 — медаль Джозефа Кэшмена (США) за вклад в развитие мировой микропалеонтологии.
- 1987 — премия МОИП
- 1999 — премия и медаль Ханса Раусинга (Швеция, Россия)
- 2002 — звание «Заслуженный деятель науки Российской Федерации»[11].

## Членство в организациях
- Представитель Академии наук СССР в Исполкоме Проекта глубоководного бурения (США)
- Государственная комиссия СССР по присуждению государственных премий в области науки
- Международная подкомиссия по палеогеновой стратиграфии Международного союза геологических наук (ШОБ)
- Научный совет Международной программы геологической корреляции (МПГК)
- 1976 — почётный член Общества естественных наук Бангладеш.